# 1ª Divisão 1981 (hockey su pista)
La 1ª Divisão 1981 è stata la 41ª edizione del torneo di primo livello del campionato portoghese di hockey su pista; disputato tra il 1º febbraio e il 12 luglio 1981 si è concluso con la vittoria del Benfica, al suo quindicesimo titolo.

## Stagione

### Formula
La 1ª Divisão 1981 vide ai nastri di partenza venti club divisi in due gironi; ogni girone fu organizzato con un girone all'italiana, con gare di andata e ritorno. Erano assegnati tre punti per l'incontro vinto e due punti a testa per l'incontro pareggiato, mentre ne era attribuito uno solo per la sconfitta. Al termine della prima fase le prime quattro squadre di ogni gruppo si qualificarono alla fase finale; la vincitrice venne proclamata campione del Portogallo.

## Prima fase

### Regional do Norte
|  | Pos. | Squadra           | Pt | G  | V  | N | P  | GF  | GS  | DR  |
|  | ---- | ----------------- | -- | -- | -- | - | -- | --- | --- | --- |
|  | 1.   | Porto             | 49 | 18 | 14 | 3 | 1  | 112 | 52  | +60 |
|  | 2.   | Valongo           | 47 | 18 | 14 | 1 | 3  | 100 | 41  | +59 |
|  | 3.   | Juventude Viana   | 40 | 18 | 10 | 2 | 6  | 55  | 41  | +14 |
|  | 4.   | Sanjoanense       | 39 | 18 | 10 | 1 | 7  | 65  | 51  | +14 |
|  | 5.   | Oliveirense       | 38 | 18 | 8  | 4 | 6  | 67  | 50  | +17 |
|  | 6.   | Relógios Invicta  | 36 | 18 | 8  | 2 | 8  | 71  | 59  | +12 |
|  | 7.   | Infante de Sagres | 35 | 18 | 7  | 3 | 8  | 51  | 63  | -12 |
|  | 8.   | Famalicense       | 27 | 18 | 3  | 3 | 12 | 47  | 91  | -44 |
|  | 9.   | Paco de Rei       | 25 | 18 | 2  | 3 | 13 | 36  | 83  | -47 |
|  | 10.  | Académica         | 24 | 18 | 2  | 2 | 18 | 50  | 123 | -73 |

Legenda:
  Qualificata alla fase finale.
      Retrocesse in 2ª Divisão 1982.
Note:
Tre punti a vittoria, due a pareggio, uno a sconfitta.

### Regional do Sul
|  | Pos. | Squadra          | Pt | G  | V  | N | P  | GF | GS  | DR  |
|  | ---- | ---------------- | -- | -- | -- | - | -- | -- | --- | --- |
|  | 1.   | Sporting CP      | 48 | 18 | 13 | 4 | 1  | 94 | 38  | +56 |
|  | 2.   | Benfica          | 46 | 18 | 12 | 4 | 2  | 88 | 47  | +41 |
|  | 3.   | Sesimbra         | 43 | 18 | 10 | 5 | 3  | 85 | 67  | +18 |
|  | 4.   | Belenenses       | 42 | 18 | 11 | 2 | 5  | 98 | 59  | +39 |
|  | 5.   | Alenquer Benfica | 33 | 18 | 5  | 5 | 8  | 59 | 63  | -4  |
|  | 6.   | Oeiras           | 32 | 18 | 6  | 2 | 10 | 73 | 67  | +6  |
|  | 7.   | Cascais          | 31 | 18 | 5  | 3 | 10 | 46 | 81  | -35 |
|  | 8.   | Fisica           | 30 | 18 | 4  | 4 | 10 | 62 | 84  | -22 |
|  | 9.   | Parede           | 28 | 18 | 4  | 2 | 12 | 47 | 83  | -36 |
|  | 7.   | Quimigal         | 27 | 18 | 4  | 1 | 13 | 42 | 105 | -63 |

Legenda:
  Qualificata alla fase finale.
      Retrocesse in 2ª Divisão 1982.
Note:
Tre punti a vittoria, due a pareggio, uno a sconfitta.

## Fase finale
|  | Pos. | Squadra          | Pt | G  | V  | N | P  | GF | GS | DR  |
|  | ---- | ---------------- | -- | -- | -- | - | -- | -- | -- | --- |
|  | 1.   | Benfica          | 39 | 14 | 12 | 1 | 1  | 70 | 26 | +44 |
|  | 2.   | Sporting CP      | 32 | 14 | 8  | 2 | 4  | 71 | 46 | +25 |
|  | 3.   | Valongo          | 30 | 14 | 6  | 4 | 4  | 55 | 55 | 0   |
|  | 4.   | Sesimbra         | 30 | 14 | 7  | 2 | 5  | 62 | 58 | +4  |
|  | 5.   | Porto            | 28 | 14 | 5  | 4 | 5  | 51 | 45 | +6  |
|  | 6.   | Belenenses       | 26 | 14 | 6  | 0 | 8  | 60 | 72 | -12 |
|  | 7.   | Sanjoanense (-2) | 19 | 14 | 3  | 1 | 10 | 37 | 63 | -26 |
|  | 8.   | Juventude Viana  | 18 | 14 | 2  | 0 | 12 | 34 | 75 | -41 |

Legenda:
  Vincitore della Coppa del Portogallo 1980-1981.
      Campione del Portogallo e ammessa alla Coppa dei Campioni 1981-1982.
      Eventuali altre squadre ammesse alla Coppa dei Campioni 1981-1982.
      Ammessa in Coppa delle Coppe 1981-1982.
      Ammessa in Coppa CERS 1981-1982.
Note:
Tre punti a vittoria, due a pareggio, uno a sconfitta.